# Chersotis cretica
Chersotis cretica là một loài bướm đêm trong họ Noctuidae.